# Červencové ultimátum
Červencové ultimátum bylo demarše předložené Rakousko-Uherskem Srbsku v odpovědi na atentát na rakouského arcivévodu Františka Ferdinanda d'Este. Šlo o klíčovou událost  takzvané červencové krize. Doručeno bylo v 18 hodin 23. července 1914, obsahovalo seznam požadavků a přílohu popisující výsledky policejního vyšetřování atentátu v Sarajevu. Na odpověď mělo Srbsko 48 hodin.
Červencové ultimátum nezahrnovalo explicitní hrozbu vyhlášení války, ale hrozilo odvoláním rakousko-uherského vyslance, pokud by Srbsko nesouhlasilo s požadavky ultimáta. Ultimátum bylo cíleně tvrdé, vedené snahou porazit Srbsko buď diplomacií nebo lokalizovanou válkou. Obsahovalo celkem 10 bodů, z nichž nejspornější byly pátý a šestý:
- První tři body požadovaly odstranění protirakouské propagandy z tisku a škol, zrušení spolků nepřátelských Rakousko-Uhersku a odstranění možnosti, aby mohly fungovat v budoucnu.
- Čtvrtý bod požadoval odstranění všech armádních důstojníků a úředníků v administrativě, kteří prováděli protirakouskou propagandu (Rakousko-Uhersko slíbilo dodat jejich jména a usvědčující materiál).
- Pátý bod požadoval, aby rakousko-uherské orgány mohly pomáhat srbským orgánům v potlačování protirakouského podvratného hnutí na území Srbska.
- Šestý bod vyžadoval, aby Srbsko vyšetřilo atentát na rakouského arcivévodu Františka Ferdinanda d'Este a rakouské orgány se na vyšetřování mohly podílet.
- Sedmý bod požadoval bezodkladné zatčení majora Voji Tankosiće a Milana Ciganoviće, zapletených do atentátu.
- Osmý bod požadoval zabránění pašování munice přes rakousko-uherské hranice a potrestání srbských pohraničníků, kteří pomáhali při atentátu.
- Devátý bod požadoval vysvětlení protirakouských výroků vysokých srbských hodnostářů po atentátu.
- Desátý bod požadoval bezodkladné informování Rakouska-Uherska o všech opatřeních provedených v reakci na předcházející body.

Srbsko na ultimátum odpovědělo v určené lhůtě. Šestý bod výslovně odmítlo s odůvodněním, že odporuje srbské ústavě. Ostatní body sice formálně přijalo, ale většinou se jednalo o zastřené odmítnutí (např. Milana Ciganoviće, který měl být zatčen podle sedmého bodu, bělehradské policejní ředitelství odeslalo mimo Bělehrad a Srbsko oznámilo, že takovou osobu nezná).